# Martina (kejsarinna)
Martina, död efter år 641, var en bysantinsk kejsarinna, gift med kejsar Herakleios. Hon var regent i Bysans som sin sons förmyndare under år 641.

## Biografi
Martina var dotter till Martinus och Maria och systerdotter till kejsar Herakleios. År 612 avled hennes morbror kejsarens första maka, Fabia Eudokia, varefter kejsaren gifte sig med Martina. 

### Kejsarinna
Äktenskapet mellan kejsaren och hans systerdotter väckte allmän skandal eftersom det enligt kalcedonisk kristen doktrin ansågs vara incest att gifta sig med sitt syskons barn, och elva medlemmar av kejsarhuset protesterade mot kejsarens giftermål. Samtidigt var det enligt bysantinsk lag formellt giltigt med giftermål mellan just den specifika kombinationen, en man och hans brors- eller systerdotter. Äktenskapet godkändes av den bysantinska kyrkan trots ogillandet och vigseln utfördes av patriarken Sergius I av Konstantinopel, som också krönte Martina till kejsarinna.
Martina och Herakleios ska ha haft en nära relation, och Martina följde honom under hans krigståg, hon var bland annat närvarande under hans fälttåg mot Sassaniderna, och under det svåra nederlaget mot araberna vid Yarmuk i augusti 636. Paret fick tio barn, av vilka dock två föddes som invalider, något som tolkades som Guds straff för incesten.
På sin dödsbädd 11 februari 641 efterlämnade kejsar Herakleios tronen till både sin son i första äktenskapet, Konstantin III (bysantinsk kejsare), och sin son i andra äktenskapet, Heraklonas, bröderna skulle regera i samregering med lika rang, och Martina skulle ha rangen av kejsarinna och bådas moder.

### Regent
Tre dagar efter kejsarens död lät Martina läsa upp hans testamente offentligt på Hippodromen i närvaro av senatorer och dignitärer men utan vare sig sin son eller styvson. Det var enligt tradition kejsarens efterträdare som skulle göra detta, men Martina hade blivit lovad ställningen som kejsarinna i testamentet, och försökte genom detta framställa sig som en av tre efterträdare till monarken, och som den främre av de tre, före sin son och styvson. I uppläsningen gjorde hon anspråk på makten så som den främsta av tre regenter. Hennes kuppförsök misslyckades dock när allmänheten hyllade enbart hennes son och styvson och inte hennes namn. 
Martina hade ett dåligt samarbete med sin styvson Konstantin III. När han plötsligt avled efter fyra månader på tronen, misstänktes Martina för att ha mördat honom. Hon grep genast makten som regent för sin omyndige son, lät rensa ut Konstantin III:s anhängare och stödde Monoteletismen i samarbete med patriarken Pyrrhus I av Konstantinopel. 
Missnöjet och misstankarna om mordet gjorde att allmänheten och senaten vände sig mot henne, och befälhavaren Valentinus tågade mot huvudstaden med sin armé. Inför detta hot såg sig hennes son tvungen att utnämna Konstantin III:s son Konstans II till sin medregent. Försöket att lugna stämningen misslyckades och Martina och hennes son avsattes samma månad av senaten och tillfångatogs. Heraklonas fick sin näsa avskuren, Martina sin tunga, och de förvisades sedan till Rhodos, medan Konstans blev enda monark.